# Knight's Armament Company SR-25
SR-25 (Stoner Rifle-25) er en designated marksman rifle (DMR) og halvautomatisk snigskytteriffel designet af Eugene Stoner og fremstillet af Knight's Armament Company.
SR-25 bruger en roterende bolt og et direkte berøringsgas-system. Det er løst baseret på Stoner's AR-10, som blev genopbygget i sin oprindelige 7,62 × 51mm NATO-kaliber. SR-25s løb blev oprindeligt fremstillet af Remington Arms med sin 5R (5 riller, højretwist)-riffel, med twist 1: 11.25. Det tunge 510 mm løb er fritflydende, så håndskærme er fastgjort til modtagerens front og rør ikke løbet. 